# Barbara Buchmaier
Barbara Buchmaier (* 1975 in Augsburg) ist eine deutsche Kunsthistorikerin, Kuratorin, Journalistin sowie Herausgeberin und Chefredakteurin der Kunstzeitschrift „von hundert“. 

## Leben und Wirken
Barbara Buchmaier lebt in Berlin als freie Kunstkritikerin. Sie arbeitete und schrieb für „Texte zur Kunst“, „Artforum“, „Von hundert“ (bis heute) und „Spike“. Sie war außerdem Lehrbeauftragte der Kunsthochschule Berlin-Weißensee und freie Galeriemitarbeiterin von Barbara Weiss. Aktuell ist sie Lehrbeauftragte an der Kunstakademie Münster sowie Galeriemitarbeiterin von Barbara Wien.

## Auszeichnungen
- 2014 erhielt Barbara Buchmaier zusammen mit Christine Woditschka den ADKV-ART COLOGNE Preis für Kunstkritik

## Kuratorin (Auswahl)
- 2014: Michaela Melián, Etel Adnan, Harun Farocki, Stefan Hayn, Bertold Mathes, Sarah Schumann ›WAS WIR ZEIGEN WOLLEN‹ im Heidelberger Kunstverein[1][7]
- 2021 bis Ende 2022: künstlerische Leiterin und Kuratorin der Berliner Ausstellungsräume RL16[3][8]

## Werke (Auswahl)
- "Stefan Wissel - Bewegung 15. Juli", Wien, Verlag für moderne Kunst, ISBN 978-3-903131-95-8
- "	Michael Dreyer - Theorie und Plastik", Berlin, Verbrecher Verlag, ISBN 978-3-95732-164-0